# 黒瀬義明
黒瀬 義明（くろせ よしあき、1980年10月10日 - ）は、日本の俳優、演出家、劇団Hi-TOUCH主宰。舞台、イベント製作会社サプライズメーカーP and A代表。熊本県熊本市生まれ。

## 来歴
18歳で上京。
日本映画学校俳優科卒
卒業後M.M.Pに所属
2013年に脚本家、演出家の高梨由と劇場Hi-TOUCHを旗揚げ。
2016年　イベント、舞台製作会社サプライズメーカーP and Aを起業。

## 人物
サプライズメーカーPandA 代表。劇団Hi-TOUCH 主宰。
俳優・演出家 役者として大河ドラマ「西郷どん」や舞台「希望の色」「南十字星へのプレリュード」(三越劇場)に出演する傍ら、舞台の製作会社の運営や自団体の舞台演出、劇団たいしゅう小説家「湯もみガールズ」シリーズ「FACE of TALES」倉科遼原作総指揮作品「永遠のバディ」の演出を手掛けるなど、演出家としても活動の幅を広げている。

## 出演作

### 映画
- 「監督・ばんざい！」（北野武監督）
- 「20世紀少年 最終章」（堤幸彦監督）
- 「聯合艦隊司令長官 山本五十六」（成島出監督）

### Vシネマ
- 覇者の掟 第二章（2019年） - 弘和会桐島組組長

### ミュージカル
- 「PURE LOVE」（銀河劇場）

### 舞台
- 「池袋わが町」（池袋あうるすぽっと）
- 「コンクリートコンドル」（ウッディシアター）
- 「赤色エレジー」[2]（新宿シアターブラッツ）
- 「BENKEI」
- 「ザ・チェーン 」
- 「コネクタブル」劇団Hi-TOUCH旗揚げ公演（サンライズホール）
- 「10years」
- 「triangle」（MAKOTOシアター）
- 「Lanp II」劇団Hi-TOUCH公演（RRR 両国楽園部屋）
- 「ハコに眠るユメを見て」（新宿タイニイアリス）
- 「英姿颯爽」（萬劇場）
- 「A.D」（萬劇場）
- 「早春のニューヨーク」[3]東京公演（恵比寿ザ・ガーデンルーム）大阪公演（大丸心斎橋劇場）
- 「学園探偵薔薇戦士」（シアターKASSAI)
- 「放課後探偵薔薇戦士」(シアターグリーン)
- 「学園探偵薔薇戦士episode0」(シアターグリーンBOX IN BOX THEATER）
- 「希望の色」[4](日経ホール）
- 「不倫」（エコー劇場）
- 「女帝」（CBGKシブゲキ!!)
- 「A.O」（サンライズホール）
- 「南十字星へのプレリュード」(三越劇場）
- 「空気空気空気って」（新宿シアターブラッツ）
- 「ブエノスアイレスの傘」[5]（県民共済みらいホール）
- 「ギソウ」（木星劇場）
- 「15〜結びの譜〜」（シアターミラクル）

## 演出作品
劇団たいしゅう小説家 present's
湯もみガールズシリーズ
- 「湯もみガールズⅥ」
- 「湯もみガールズⅤ」
- 「湯もみガールズⅣ」
- 「湯もみガールズ スピンオフ ～菜々絵の探偵物語～」
- 「FACE of TALES」

倉科遼原作総指揮作品
- 「永遠のバディ」
- 「学園探偵薔薇戦士」